# 寺島和夫
寺島 和夫（てらしま かずお）は、日本の経営情報学・経営学者。龍谷大学経営学部名誉教授。工学修士（大阪工業大学）。中小企業診断士。日本経営工学会関西支部学生論文発表会2021実行副委員長。   
専門は、経営情報学（ファジィシステム理論含む）・経営工学、経営学・技術経営・経営意思決定、社会システム工学・マーケティング・行動科学。

## 略歴
1976年大阪工業大学工学部工業経営学科（のちの経営工学科、現：情報科学部データサイエンス学科）卒業。1978年大阪工業大学大学院工学研究科経営工学専攻修士課程修了。大阪府立産業能率研究所にて中小企業の支援策や地域の商業育成策づくりに関する診断/指導/調査の研究に従事。中小企業診断士の資格取得後、1993年龍谷大学経営学部助教授。同学部経営学科教授を経て、2022年龍谷大学定年退職、同大学名誉教授。
龍谷大学経営学部で約30年の長きに渡り教鞭を執り、経営情報学の研究・育成に貢献した。また、龍谷大学生活協同組合理事長も務めた。
主な所属学会は、日本経営工学会、日本情報経営学会、経営情報学会、日本商業学会、工業経営研究学会 。

## 主な著書
- 経営情報処理概論（共著、同文舘2003、学術書）
- 現代日本企業の情報と会計（分担執筆、文眞堂1996、学術書）
- 実用情報リテラシー（共著、共立出版 1998、学術書）
- マーケティング・ゲーム（分担執筆、日刊工業新聞社1987、学術書）
- 現代のマーケティング- 基礎と実践（共著、建帛社1999、学術書）
- OR事典2000事例編（分担執筆、日本オペレーション・リサーチ学会2000、学術書）
- アンケートデータ解析プログラミング - 経営意思決定のモデル（共著、日刊工業新聞社1990、学術書）
- 多言語プログラミング演習（共著、同文舘2000、学術書）
- サイバーオーガニゼーション - 新しい経営学へのパースペクティブ（共著、中央経済社2001、学術書）
- Excelによる経営データの分析と活用（共著、同文舘2003、学術書）
- 持続的変革をめざして（分担執筆、晃洋書房2006、学術書）
- 老舗企業にみる100年の知恵 - 革新のメカニズムを探る（分担執筆、晃洋書房2012、学術書）
- ビジネスデータの分析リテラシーと活用 -Excelによる初級・中級データサイエンス（共著、同文舘出版2021、学術書）

## 主な研究
- 経営学部における初期情報教育への試みと検証 - 6年間の比較分析からの考察[4]
- 中小食品スーパーによる農産物トレーサビリティシステムの基本モデルの開発とその有効活用へのマーケティング・アプローチ：大阪市トレーサビリティ・システム導入協議会の試み
- データベース型マーケティング・ゲームの開発
- 小売引力モデルにおける利用データとその影響について - ノンエンジニアリング・ファジィ
- 顧客本位経営実現のための経営品質支援システムの開発にむけて − 経営革新のためのPDCAサイクルの再構築
- 小売業の経営活動と成長要因分析 - 大阪府下中小小売業を中心として
- 滋賀県の小売商業構造に関する分析